# Lauter (Baunach)
La Lauter è un fiume tedesco che scorre in Baviera e che sfocia nel fiume Baunach. Non va confuso con altri fiumi tedeschi omonimi.

## Corso
Nasce non distante da Pettstadt, frazione di Kirchlauter, verso il cui centro scende, quindi si dirige verso sud-est per poi attraversare Weikartslauter, Kottendorf, Lußberg, Rudendorf, Leppelsdorf, Deusdorf e Lauter, quindi piega a sud-est e passa per Appendorf e Godeldorf. A margine del comune di Baunach si getta nell'omonimo fiume.

### Affluenti
(tra parentesi il lato orografico rispetto al Baunach)
- Alte Lauter (sinistra)
- Hofwiesenbach (sinistra)
- Schnitziggraben (sinistra)
- Seegraben (sinistra)
- Schöngrundgraben (sinistra)
- Hirschgraben (destra)
- Katzenbach (destra)